# دومينيك كونينغهام
دومينيك كونينغهام (بالإنجليزية: Dominick Cunningham) هو لاعب جمباز فني بريطاني، ولد في 9 مايو 1995 في برمنغهام في المملكة المتحدة.

## وصلات خارجية
- دومينيك كونينغهام على موقع الاتحاد الدولي للجمباز (licence) (الإنجليزية)
- دومينيك كونينغهام على موقع الاتحاد الدولي للجمباز (biography) (الإنجليزية)